# سو جی هه (بازیگر، زاده ۱۹۹۶)
سو جی هه (کره‌ای: 서지혜؛ زادهٔ ۱۷ ژوئیه ۱۹۹۶) بازیگر و مدل اهل کره جنوبی است. او به خاطر ایفای نقش در آی‌دی من خوشگل گانگنامه, خوش آمدی به زندگی, لاو آل پلی و اتفاقی دیدمت شناخته می‌شود.

## فیلم‌شناسی

### مجموعه تلویزیونی
| سال  | عنوان                  | نقش                        | منابع |
| ---- | ---------------------- | -------------------------- | ----- |
| ۲۰۱۸ | آی‌دی من خوشگل گانگنامه | نو مین آه                  | [ ۳ ] |
| ۲۰۱۹ | خوش آمدی به زندگی      | نو یونگ می                 | [ ۴ ] |
| ۲۰۲۰ | بار مرموز سانگاب       | دوست‌دختر رؤیای هان کانگ به | [ ۵ ] |
| ۲۰۲۱ | لاو آل پلی             | لی یو می                   | [ ۶ ] |
| ۲۰۲۲ | پازل جنایت             | پارک سو بین                | [ ۷ ] |
| ۲۰۲۳ | اتفاقی دیدمت           | لی سون ئه                  | [ ۸ ] |
| ۲۰۲۴ | خانواده انتخابی        | پارک دال                   | [ ۹ ] |